# Palpomyia lutzi
Palpomyia lutzi är en tvåvingeart som beskrevs av Lane 1947. Palpomyia lutzi ingår i släktet Palpomyia och familjen svidknott. Inga underarter finns listade i Catalogue of Life.